# Михаил Бесчастних
Михаил Бесчастних (на руски: Михаил Евгеньевич Бесчастных) е руски футболист, халф. Брат-близнак е на известния руски нападател Владимир Бесчастних. Започва кариерата си в Б отбора на ФК Спартак Москва, където играе от 1992 до 1994 година. След това играе в няколко отбора, сред които и латвиийският Вентспилс. От 1999 до края на 2000 играе за ФК Рубин Казан. По-късно играе на аматьорско ниво. През 2007 печели титлата на аматьорската лига с ФК Истра. В края на 2007 се отказва от футбола. Известно време е съдия в аматьорската лига, преди отново да заиграе на любителско ниво за отбора на ЦДКА.